# Atzitzintla
Atzitzintla är en kommunhuvudort i Mexiko.   Den ligger i kommunen Atzitzintla och delstaten Puebla, i den sydöstra delen av landet, 200 km öster om huvudstaden Mexico City. Atzitzintla ligger 2 692 meter över havet och antalet invånare är 3 424.
Terrängen runt Atzitzintla är kuperad västerut, men österut är den bergig. Terrängen runt Atzitzintla sluttar söderut. Runt Atzitzintla är det ganska tätbefolkat, med 93 invånare per kvadratkilometer. Närmaste större samhälle är Río Blanco, 19,3 km öster om Atzitzintla. I omgivningarna runt Atzitzintla växer huvudsakligen savannskog.